# Singapores Billie Jean King Cup-lag
Singapores Billie Jean King Cup-lag representerar Singapore i tennisturneringen Billie Jean King Cup, och kontrolleras av Singapores tennisförbund.

## Historik
Singapore deltog första gången 1989. Bästa resultatet är då man 2007 slutade på nionde plats i Asien-Oceanienzonens Grupp I.